# Дуб лопатевий
Лопатевий або дольчатий дуб (Quercus lobata) — найбільший північноамериканський дуб.
Цей вид поширений виключно в Центральній долині Каліфорнії. Багато дерев досягають віку до 600 років. Це листопадна рослина, проте вимагає постійного доступу до джерела ґрунтової води. Дерево характеризується товстою зморщеною корою та розкидистими гілками, що дозволяють швидке ототожнення виду.
| Гібіскус | Це незавершена стаття про квіткові рослини. Ви можете допомогти проєкту, виправивши або дописавши її. |